# Stephen Flemmi
Stephen Joseph Flemmi, född 9 juni 1934 i Boston, är en amerikansk gangster med nära anknytning till bossen för Winter Hill Gang, Whitey Bulger. Från och med 1975 var Flemmi en viktig informatör för FBI.
Trots att han gav mycket information om verksamheten hos familjen Patriarca, kom Flemmis egen kriminella verksamhet att bli en PR-mardröm för FBI. Han dömdes senare till livstids fängelse på ett flertal punkter.

## Biografi
Stephen Joseph Flemmi var den äldsta av två eller tre söner (en bror var Vincent Flemmi) född av de italienska immigranterna Giovanni och Mary Irene Flemmi i Boston, Massachusetts. Hans far var murare och veteran från den italienska armén under första världskriget, och hans mor var hemmafru på heltid. 
Flemmi tog värvning i armén 1951 vid 17 års ålder och tjänstgjorde två omgångar i Korea. Han belönades med silverstjärnan och bronsstjärnmedaljen för tapperhet och fick ett positivt avsked 1955.

### Förhållande med James J. Bulger

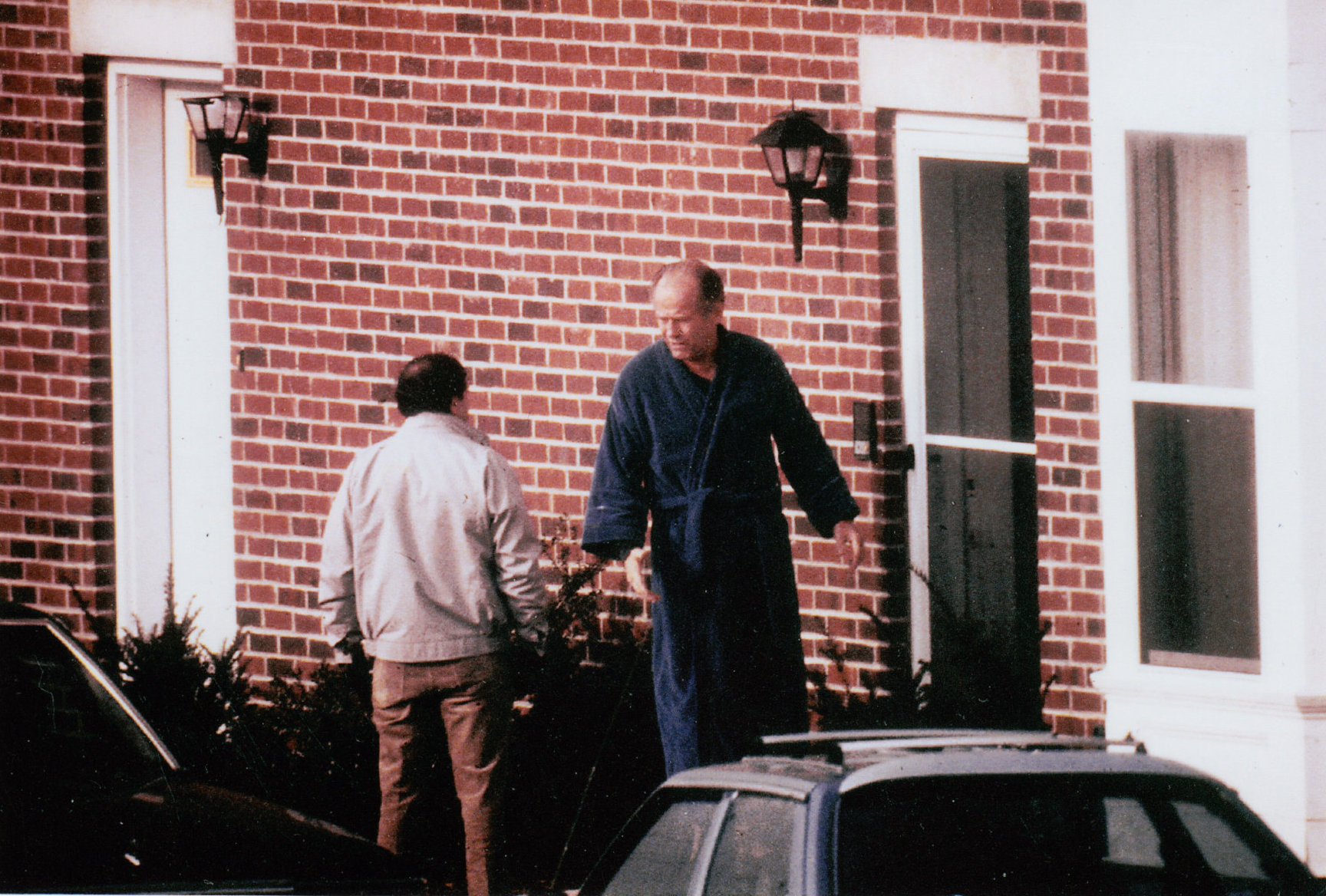
FBI:s övervakningsfoto av Flemmi (vänster) med bossen för Winter Hill Gang, James Bulger (till höger), troligen på 1980-talet.

År 1965 släpptes James J. "Whitey" Bulger från en federal fängelseanstalt efter att ha avtjänat ett nio års fängelsestraff för bankrån. Efter några års arbete som vaktmästare blev han indrivare för maffiabossen i South Boston, Donald Killeen. Efter att Killeen mördats av en indrivare för Mullengänget, förmedlade bossen för Winter Hill Gang, Howie Winter, tvisten mellan Bulger och de återstående Killeens och Mullens, som leddes av Patrick Nee. Bulger kom sedan att bli partner med Flemmi.
Vid denna tidpunkt försökte Bostons FBI-kontor övertyga Bulger om att bli informatör, men han vägrade.

### Giftermål
På 1950-talet gifte sig Flemmi med en irländsk-amerikansk kvinna vid namn Jeanette, som han senare gled ifrån. År 1980 planerade han att skilja sig från Jeanette för att gifta sig med sin mångåriga älskarinna, Marilyn DeSilva, men det är okänt om han någonsin följde upp de rättsliga åtgärderna. Under hela sitt liv hade Flemmi hemliga affärer med flera andra kvinnor, inklusive systrarna Debra Davis och Michelle Davis samt Deborah Hussey. Flemmi träffade Debra Davis i en smyckesbutik, och paret dejtade i mer än sju år. 1981 sägs Bulger ha dödat Davis eftersom hon visste att Flemmi var informatör.
Fyra år efter att ha dödat Davis dödade Flemmi och Bulger år 1985 Deborah Hussey, som också var Flemmis styvdotter. Hon blev först utsatt för sexuella övergrepp av Flemmi i tonåren, vilket hon informerade sin mamma om - och hade senare varit hans flickvän. Dagarna före mordet var Hussey nära att göra slut med Flemmi och berätta för sin mor om deras förhållande, vilket tros ha varit motivet till att mörda henne.

### Arrestering och fängelse
I december 1994 hade det blivit känt att både Bulger och Flemmi var informatörer åt FBI, och att flera fängslade judisk-amerikanska bookmakers hade kommit överens om att vittna om att de bedrivit beskyddarverksamhet. Som ett resultat hade förseglade åtal kommit från justitiedepartementet och FBI skulle gripa de båda under julen. Bulger flydde från Boston tillsammans med sin hustru Catherine Greig.
Flemmi valde dock att stanna kvar i Boston och greps snabbt och fängslades i Plymouth County.
I filmatiseringen om Whitey Bulger, Black Mass från 2015, skildras Flemmi av Rory Cochrane.

## Mordoffer
- Arthur “Bucky” Barrett
- Edward Bennett
- Walter Bennett
- William Bennett
- Richard Castucci
- Edward G. Connors
- Debra Davis
- Richard Gasso
- Stephen Hughes Jr.
- Deborah Hussey
- Tommy King
- John McIntyre
- Edward McLaughlin
- James Sousa
- Roger Wheeler

## Andra offer
Stephen Flemmi och Whitey Bulger påstås ha våldtagit ett flertal minderåriga flickor, några så unga som 13 år, under 1970- och 80-talet, för att få dem beroende av heroin och senare utnyttja dem sexuellt i åratal.